# The Darkness (TV-serie)
The Darkness är en amerikansk-isländsk dramaserie. Serien hade premiär 1 november 2024 på strömningstjänsten Sky Showtime. Serien som består av sex avsnitt är baserad på Ragnar Jónassons roman med samma namn och regisserad av Lasse Hallström. Serien är en samproduktion mellan CBS Studios och isländska Truenorth. I huvudrollen ses Lena Olin.

## Handling
Serien kretsar kring kriminalkommissarie Hulda Hermannsdóttir (Lena Olin) som utreder ett fruktansvärt mordfall samtidigt som hon måste hantera sina egna personliga trauman.

## Rollista (i urval)
- Lena Olin - Hulda Hermannsdóttir
- Douglas Henshall
- Jack Bannon
- Björn Hlynur Haraldsson
- Þorsteinn Bachmann
- Þorvaldur Davíð Kristjánsson
- Tora Hallström